# 2006-os svéd túraautó-bajnokság
A 2006-os svéd túraautó-bajnokság volt a sorozat 11. kiírása. A szezon május 14-én vette kezdetét és október 1-jén ért véget. Kilenc futamból állt. A bajnok a svéd Thed Björk lett honfitársa, Richard Göransson és a holland Duncan Huisman előtt.

## Csapatok és versenyzők
| Versenyző               | Nemzet | Csapat                    | Autó                | Osztály |
| ----------------------- | ------ | ------------------------- | ------------------- | ------- |
| Duncan Huisman          | NED    | West Coast Racing         | BMW 320i            |         |
| Robin Rudholm           | SWE    | West Coast Racing         | BMW 320i            |         |
| Johan Stureson          | SWE    | IPS Motorsport            | Peugeot 407         |         |
| Stefan Söderberg        | SWE    | IPS Motorsport            | Peugeot 407         |         |
| Robert Dahlgren         | SWE    | Polestar Racing           | Volvo S60           |         |
| Alexander Storckenfeldt | SWE    | Polestar Racing           | Volvo S60           |         |
| Tomas Engström          | SWE    | Honda Engström Motorsport | Honda Accord        |         |
| Fredrik Ekblom          | SWE    | Kristoffersson Motorsport | Audi A4             |         |
| Tommy Kristoffersson    | SWE    | Kristoffersson Motorsport | Audi A4             |         |
| Thed Björk              | SWE    | Kristoffersson Motorsport | Audi A4             |         |
| Jan Nilsson             | SWE    | Flash Engineering         | BMW 320si E90       |         |
| Richard Göransson       | SWE    | Flash Engineering         | BMW 320si E90       |         |
| Edward Sandström        | SWE    | Flash Engineering         | BMW 320i            |         |
| Nicklas Karlsson        | SWE    | Opel Team svéd            | Opel Astra GTC 2000 |         |
| Mattias Andersson       | SWE    | MA GP/Team caWalli        | Alfa Romeo 156      |         |
| Tobias Johansson        | SWE    | Mercedes-Benz Sport       | Mercedes C200       |         |
| Hans Simonsson          | SWE    | Mercedes-Benz Sport       | Mercedes C200       |         |
| David Björk             | SWE    | Picko Troberg Racing      | BMW 320i            |         |
| Carl Rosenblad          | SWE    | Crawford Racing           | BMW 320si E90       |         |
| Håkan Malmborg          | SWE    | Malmborg Racing           | Ford Focus          | C       |
| Joakim Fridh            | SWE    | Team Euromaster           | BMW 320i            | C       |
| Tobias Tegelby          | SWE    | Tysslinge Racing          | BMW 320R            | C       |
| Christer Gellerstedt    | SWE    | Gellerstedt Motorsport    | BMW 320i            | C       |

- C = Független bajnoki résztvevő

## Versenynaptár
| Forduló | Versenypálya           | Dátum         | Győztes versenyző | Győztes csapat            |
| ------- | ---------------------- | ------------- | ----------------- | ------------------------- |
| 1       | Ring Knutstorp         | május 14      | Thed Björk        | Kristoffersson Motorsport |
| 2       | Karlskoga Motorstadion | május 28      | Robert Dahlgren   | Polestar Racing           |
| 3       | Mantorp Park           | június 18     | Richard Göransson | Flash Engineering         |
| 4       | Falkenbergs Motorbana  | július 16     | Thed Björk        | Kristoffersson Motorsport |
| 5       | Vålerbanen             | július 30     | Richard Göransson | Flash Engineering         |
| 6       | Anderstorp             | augusztus 13  | Richard Göransson | Flash Engineering         |
| 7       | Karlskoga Motorstadion | augusztus 27  | Thed Björk        | Kristoffersson Motorsport |
| 8       | Ring Knutstorp         | szeptember 10 | Richard Göransson | Flash Engineering         |
| 9       | Mantorp Park           | október 1     | Richard Göransson | Flash Engineering         |

## Végeredmény
| Helyezés | Versenyző      | KNU | KAR | MAN | FAL | VÅL | AND | KAR | KNU | MAN | Pont |
| -------- | -------------- | --- | --- | --- | --- | --- | --- | --- | --- | --- | ---- |
| 1        | T. Björk       | 1   | 2   | 7   | 1   | 2   | 16  | 1   | 2   | 4   | 59   |
| 2        | Göransson      | 5   | 13  | 1   | 10  | 1   | 1   | 8   | 1   | 1   | 55   |
| 3        | Huisman        | 4   | Ki  | 3   | 3   |     | 2   | 2   | 5   | 10  | 37   |
| 4        | Ekblom         | 2   | 10  | 4   | Ki  | 3   | 8   | 10  | 3   | 5   | 30   |
| 5        | Engström       | 3   | 2   | Ki  | 16  | 5   | Ki  | 4   | 9   | 3   | 29   |
| 6        | Dahlgren       | Ki  | 1   | Ki  | 2   | 12  | 3   | Ki  | 6   | 7   | 29   |
| 7        | Rudholm        | 14  | 5   | 2   | 11  | 6   | 9   | 3   | 7   | 6   | 26   |
| 8        | Stureson       | 7   | 4   | Ki  | Ki  | 7   | 5   | 5   | 11  | Ki  | 17   |
| 9        | Nilsson        | 8   | 7   | Ki  | 4   | Ki  | 4   | 9   | 8   | 12  | 14   |
| 10       | Kristoffersson | Ki  | 12  | 5   | 9   | 4   | 13  | 16  | 4   | Ki  | 14   |
| 11       | D. Björk       | 6   | 6   | 6   | 13  | Ki  | 6   | 15  | 14  | 8   | 13   |
| 12       | Rosenblad      | 9   | 11  | Ki  | 7   | 10  | 10  | 7   | 10  | 2   | 12   |
| 13       | Karlsson       | Ki  | 8   | Ki  | Ki  | 9   | 7   | 6   | 15  | 13  | 6    |
| 14       | Storckenfeldt  | 12  | 9   | Ki  | 5   | Ki  | Kiz | 11  | 13  | 9   | 4    |
| 15       | Andersson      | 13  | 11  | Ni  | 6   | 8   | 11  | 12  | 12  | 10  | 4    |
| 16       | Fridh          | Ki  | 15  | 8   | 15  | Ki  | 12  | 14  | 17  | 15  | 1    |
| 17       | Söderberg      | 11  | 18  | 9   | 8   | Ki  | Ki  | Ki  | Ki  | Ki  | 1    |
| 18       | Johansson      | 16  | 14  | Ni  | 12  | 11  | 14  | Ni  | 16  | Ni  | 0    |
| 19       | Simonsson      | Ni  | Ki  | Ki  | Ki  | Ki  | Ni  | 13  | 19  | 14  | 0    |
| 20       | Tegelby        | 17  | 16  | Ki  | 14  | 13  | 15  | Ki  | 20  | Ki  | 0    |
| 21       | Gellerstedt    | 15  | Ki  | 10  | 17  |     | Ki  | Ki  | 18  | 16  | 0    |
| 22       | Sandström      | 10  | 17  | Ki  |     |     |     |     |     |     | 0    |
| 23       | Malmborg       |     |     |     |     |     |     | Ki  |     | Ki  | 0    |

| Csapatok bajnoksága | Csapatok bajnoksága   | Csapatok bajnoksága |
| Helyezés            | Csapat                | Pont                |
| ------------------- | --------------------- | ------------------- |
| 1                   | KMS/Audi              | 65                  |
| 2                   | Flash/BMW             | 64                  |
| 3                   | WCR/BMW               | 54                  |
| 4                   | Engström/Honda        | 38                  |
| 5                   | Polestar/Volvo        | 35                  |
| 6                   | IPS/Peugeot           | 30                  |
| 7                   | Elgh/BMW              | 24                  |
| 8                   | PTR/BMW               | 18                  |
| 9                   | Dealer Team/Opel      | 10                  |
| 10                  | MA GP/Alfa Romeo      | 9                   |
| 11                  | MB Sport/PWR/Mercedes | 1                   |

| Gyártók bajnoksága | Gyártók bajnoksága | Gyártók bajnoksága |
| Helyezés           | Gyártó             | Pont               |
| ------------------ | ------------------ | ------------------ |
| 1                  | BMW                | 72                 |
| 2                  | Audi               | 68                 |
| 3                  | Volvo              | 42                 |
| 4                  | Honda              | 41                 |
| 5                  | Peugeot            | 33                 |
| 6                  | Alfa Romeo         | 20                 |
| 7                  | Opel               | 18                 |
| 8                  | Mercedes           | 8                  |

| Független bajnokság | Független bajnokság  | Független bajnokság |
| Helyezés            | Versenyző            | Pont                |
| ------------------- | -------------------- | ------------------- |
| 1                   | Joakim Frid          | 68                  |
| 2                   | Tobias Tegelby       | 50                  |
| 3                   | Christer Gellerstedt | 32                  |

## Külső hivatkozások
- A bajnokság hivatalos honlapja (svédül)